# Inheems (taxon)
Inheems is een biogeografische statusaanduiding en betekent dat een taxon (meestal een soort) van nature in het gebied voorkomt, dat wil zeggen spontaan en zonder menselijke invloed. Het woord heeft zowel betrekking op flora als op fauna.
Als de term wordt gebruikt met betrekking tot de mens heeft men het over het algemeen over de inheemse of de oorspronkelijke bevolking (etniciteit) van het betreffende gebied; individuen en meerdere voorgaande generaties die geboren en gevestigd zijn in het betreffende gebied.

## Flora en fauna
Bij de flora of fauna van een bepaald gebied spreekt men van inheemse soorten (of andere taxa) als deze er sinds langere tijd (meestal sinds de laatste IJstijd) van nature voorkomen. Bijvoorbeeld: de zachte berk is een inheemse boom-soort in België en Nederland.
Inheemse of indigene planten zijn de idiochorofyten met de archeofyten samen: 
- Idiochorofyten, autochtone of oorspronkelijk inheemse planten zijn soorten van de oorspronkelijke vegetatie, die zich na de laatste IJstijd (Weichselien) spontaan hebben gevestigd en gahandhaafd.
- Archeofyten zijn planten die zich reeds in de prehistorie met hulp van de mens hebben gevestigd. Voorbeelden van archaeofyten zijn: bolderik (Agrostemma githago), wilde haver (Avena fatua), korrelganzenvoet (Chenopodium polyspermum), klein streepzaad (Crepis capillaris), kroontjeskruid (Euphorbia helioscopia), groene naaldaar (Setaria viridis), ringelwikke (Vicia hirsuta), smalle weegbree (Plantago lanceolata).

## Afbakening: Inheems, autochtoon, endemisch

### Inheems
Inheems is een statusaanduiding die bij planten omvat: idiochorofyten (oorspronkelijk inheemse planten) en archeofyten (planten die zich reeds in de prehistorie met hulp van de mens hebben gevestigd). Het wil dus niet zeggen dat een soort ook daadwerkelijk oorspronkelijk uit de betreffende gebied komt. Na de laatste ijstijd waren de soorten van een gematigd klimaat hier niet meer aanwezig, en vrijwel alle huidige soorten hebben zich sindsdien gevestigd. Als de soort door menselijk toedoen pas na 1500 in het gebied is gekomen en niet op andere wijze al aanwezig was spreekt men van een exoot. 

### Autochtoon

#### Biogeografisch
Als een soort zich in een gebied heeft gevestigd (is ingeburgerd) kan men spreken van autochtoon. Dit is het geval als de soort zijn volledige levenscyclus kan voltooien en zich op meer dan één plaats gedurende een reeks van jaren kan handhaven zonder directe hulp van de mens, en als de soort een welomschreven standplaats bezet. Bij planten gaat het om soorten van de oorspronkelijke levensgemeenschappen.

#### Bosbouw
Volgens de bosbouwrichtlijn van de EU  is een opstand  of zaadbron autochtoon als de vernieuwing door continue natuurlijke verjonging is geschied of kunstmatig vermeerderd met teeltmateriaal uit dezelfde opstand of uit zaadbronnen in de nabije omgeving.  Een inheemse opstand of zaadbron is zowel een autochtone opstand of zaadbron als een opstand of zaadbron die kunstmatig is geteeld uit zaad waarvan de oorsprong in hetzelfde herkomstgebied gelegen is.  Dat is een gebied met gelijke ecologische omstandigheden heersen en waar dezelfde opstanden of zaadbronnen worden aangetroffen als de autochtoon voorkomende soorten.
Allebei de definities worden in Europees verband gebruikt. Om nu verwarring in Nederland te voorkomen worden in Nederland voor het begrip autochtone herkomsten het begrip autochtone Nederlandse herkomsten en voor inheems het begrip overige Nederlandse herkomsten gebruikt.

### Endemisch
Een levensvorm is in een gebied endemisch, als hij van nature alleen in dat welomschreven, geografisch afgegrensd gebied voorkomt.